# Araci
Araci – koczownicy, pasterze i myśliwi, hodowcy bydła i koni w Mongolii.
Mongolskie słowo arat oznacza „lud” i „pasterzy”. Często traktowane jest jako synonim europejskiego terminu „chłop”.
W okresie feudalnym araci (potocznie określani jako „czarna kość”) stanowili większość społeczeństwa mongolskiego i przeciwstawiani byli warstwie feudałów („biała kość”), od których niekiedy niewiele się różnili trybem życia, w przeciwieństwie do posiadanych praw i majątku.
Po utworzeniu Mongolskiej Republiki Ludowej (w 1924 r.) władze komunistyczne prowadziły przymusową kolektywizację stad, nieskutecznie próbując zmienić styl życia aratów.